# 페르티 우콜라
페르티 올라비 우콜라(핀란드어: Pertti Olavi Ukkola, 1950년 8월 10일~)는 핀란드의 레슬링 선수로 1976년 하계 올림픽 그레코로만형 밴텀급에서 금메달을 획득했다.

## 경력
소단퀼래 출신이다. 1960년에 레슬링을 시작했으며, 탐페레를 연고로 하는 스포츠 클럽인 코베탐페레에 입단하여 토이보 실란패에게 레슬링을 배웠다. 1968년 핀란드 주니어 레슬링 국가대표로 발탁되었으며, 1971년에 성인 국가대표 선수가 되었다. 이듬해인 1972년에 서독 뮌헨에서 열린 1972년 하계 올림픽에 참가하며 올림픽에 처음으로 참가했다.
1973년 6월 자국 헬싱키에서 열린 1973년 유럽 선수권 대회에 참가하여 6위를 했다. 1975년 9월 소련 민스크에서 열린 1975년 세계 선수권 대회에서 소련의 파르하트 무스타핀과 폴란드의 유제프 리피엔의 뒤를 이어 동메달을 획득했다.
1976년 7월 캐나다 몬트리올에서 열린 1976년 하계 올림픽에 참가했으며, 유고슬라비아의 이반 프르기치를 꺾고 금메달을 획득했다. 1977년에는 10월에는 스웨덴 예테보리에서 열린 1977년 세계 선수권 대회에서 무스타핀을 누르고 우승을 차지했다. 같은 해에 핀란드 올해의 스포츠인으로 선정되었다.
1978년 8월 멕시코시티에서 열린 1978년 세계 선수권 대회에서 오스트리아의 헤르베르트 닉슈와 과테말라의 다닐로 페레스에게 패하며 조기에 탈락했다. 이로 인해 충격을 받은 우콜라는 국가대표 자격을 내려놓고 은퇴했으나 1980년 하계 올림픽을 앞두고 복귀했다. 1980년 7월 모스크바에서 열린 1980년 하계 올림픽에서는 8위를 기록했다.
1981년 8월 오슬로에서 열린 1981년 세계 선수권 대회에서 동메달을 획득했으며, 이 대회 이후 현역에서 은퇴했다.